# 産山村立産山北部小学校
産山村立産山北部小学校（うぶやまそんりつ うぶやまほくぶしょうがっこう）は、熊本県阿蘇郡産山村田尻にかつて存在した小学校。

## 沿革
- 1873年（明治6年）10月 - 上田尻に田尻小学校創設。
- 1884年（明治17年）- 田尻出張所と改称
- 1887年（明治20年）- 田尻小学校と改称
- 1892年（明治25年）- 田尻尋常小学校と改称
- 1902年（明治35年）6月17日 - 山鹿尋常小学校の分教場となる。
- 1941年（昭和16年）
  - 3月31日 - 産山北部尋常小学校と改称
  - 4月1日 - 産山北部国民学校と改称
- 1947年（昭和22年）4月1日 - 産山村立産山北部小学校と改称
- 2007年（平成19年）3月31日 - 産山村立山鹿小学校および産山中学校と統合し、小中一貫校の産山村立産山小中学校となる。

## 学校周辺
- 熊本県道40号南小国波野線
- ワンワン牧場 やまなみ高原牧場